# Wapen van Eelde

Wapen van Eelde

Het wapen van Eelde bestaat uit een ontwerp van G.A. Bontekoe van de voormalige gemeente Eelde. De beschrijving luidt: 
"In goud een omgewende opvliegende raaf van sabel, aan wier bek een kruisboog van azuur hangt, met schacht en kruk van keel. Het schild gedekt door een gouden kroon van drie bladeren en twee parels."

## Geschiedenis
Tijdens de aanvraagprocedure waren er drie mogelijkheden. Eelde was voor een lange tijd de zetel van de schultes van Drenthe. Eelde had op haar grondgebied vier havezaten. Tenslotte was predikant en kerkhervormer Menso Alting daar geboren. Als derde symbool het wapen van het huis Ter Borgh. Het ontwerp leverde een gedeeld schild op gedragen door wildemannen als schildhouder. Als belangrijkste symbool wenste de gemeente een afbeelding van Maria in een tempel. Deze afbeelding stond ook op de schultezegels en landschapszegel. Van Alting was geen zegel of wapen bekend. Wel van zijn zoons, waarvan de gemeente een afbeelding koos. De Hoge Raad van Adel vond het ontwerp te druk, de maagd Maria leek te veel op het wapen van Drenthe, archeologisch bewijs voor de wildemannen ontbrak, het wapen van Alting was onzeker. Alleen een symbool van een havezate was voor de Hoge Raad acceptabel, maar het moest dan wel van de belangrijkste havezate afkomstig zijn.

Sigers ter Borch

Het wapen werd ongewijzigd overgenomen van de in 1924 uitgestorven familie Sigers ter Borch. Het geslacht woonde op de belangrijkste in 1646 door de Staten van Drenthe erkende havezate op het grondgebied van de gemeente. De achtergronden van dit wapen zijn onbekend. Het wapen had volgens de regels der heraldiek wel gewijzigd moeten worden, bijvoorbeeld een kleine kleurwijziging had de band met Sigers ter Borch evengoed weergegeven, waarmee de gelijkheid van de twee wapens was vermeden.
In 1998 werd de gemeente samengevoegd met de nieuwe gemeente Tynaarlo. De raaf werd overgenomen in het wapen van Tynaarlo.
Anloo
· Beilen
· Borger
· Dalen
· Diever
· Dwingeloo
· Eelde
· Gasselte
· Gieten
· Havelte
· Nijeveen
· Norg
· Odoorn
· Oosterhesselen
· Peize
· Roden
· Rolde
· Ruinen
· Ruinerwold
· Schoonebeek
· Sleen
· Smilde
· Vledder
· Vries
· Westerbork
· De Wijk
· Zuidlaren
· Zuidwolde
· Zweeloo

Dorpswapens:
Hollandscheveld
· Wapse
· Zorgvlied